# SMHC Magnus
SMHC Magnus is een Nederlandse hockeyclub uit de Noord-Hollandse plaats Schagen.
De club werd opgericht op 28 oktober 1972 en speelt op Sportpark Groenoord waar ook een tennis- en een voetbalvereniging zijn gevestigd. Het eerste heren- en damesteam komen in het seizoen 2012/13 beide uit in de vierde klasse van de KNHB.